# Birsk
Birsk (in baschiro Börö) è una città della Russia europea centro-orientale (Repubblica Autonoma della Baschiria).
Sorge nel pedemonte uraliano meridionale, sulla sponda destra del fiume Belaja poco lontano dalla confluenza dell'affluente Bir', 102 km a nord della capitale Ufa.
È il capoluogo amministrativo del rajon Birskij.